# اسدالله جعفری
اسدالله جعفری در حال حاضر رئیس کل دادگستری استان اصفهان است . او دادستانی عمومی و انقلاب مرکز استان مازندران و ریاست کلی دادگستری استان خراسان شمالی را در کارنامه دارد . اتحادیه اروپا در ۲۱ اسفند ۱۳۹۱ ، جعفری را به دلیل آنچه نقض حقوق بشر در ایران نامید در فهرست تحریم های خود قرار داد .
رئیس کل دادگستری استان اصفهان تصدی این سمت را از ۱۳ آبان ۱۴۰۰ به عهده دارد .

## برخورد قاطع با بدحجابی در سواحل دریا و تفرجگاه‌ها
اسدالله جعفری در گفتگو با خبرنگار حقوقی و قضایی میزان، گفت: «نیروهایی در قالب امر به معروف و نهی از منکر با کسانی که عفت عمومی را جریحه دار می‌کنند و طبق قانون عمل آن‌ها جرم محسوب می‌شود، برخورد و پرونده‌های قضایی برای تعدادی از آن‌ها تشکیل شده و به محاکم قضایی ارجاع و دادنامه دراین زمینه صادر شده‌است.» وی در ادامه تأکید کرد: «باید با صلابت در برابر مظاهر فسق، فحشا و تعرض به حقوق عامه ایستاد و کوتاهی در این زمینه از هیچ‌کس پذیرفته نیست.»

## برخورد با بهاییان
به گفته برخی منابع، اسدالله جعفری، به عنوان دادستان مازندران در تضییع و نقض حقوق بهائیان دستگیر شده این استان، و همچنین در قبال عدم رعایت استانداردهای حقوقی منصفانه در مورد دستگیرشدگان و اقدامات فراقانونی در مورد این افراد مسئول است. به عنوان نمونه می‌توان به چند نمونه از نقض حقوق شهروندان بهایی اشاره کرد:
- یکم آذرماه ۱۳۸۷، سهیلا مطلبی، شهروند بهایی، بدون ارائه احضاریه دستگیر شد و بدون حکم بازرسی منزل وی، مورد تفتیش قرار گرفت.
-یکم بهمن ۱۳۹۰، مأموران اطلاعات ساری با شکستن درب منزل عنایت الله سنایی شهروند بهایی وارد منزل وی شدند، به حاضرین در منزل هتاکی و به اعتقادات بهایی توهین کردند.

## قطع چهار انگشت دست یک سارق
اسدالله جعفری طی مصاحبه ای با خبرگزاری فارس درباره اجرای قطع چهار انگشت سارق سابقه دار، اجرای این حکم را از تکالیف شرعی و قانونی دانست و گفت: «صدور و اجرای احکامی این گونه جز مطالبات به حق مردم است.»

## تحریم اتحادیه اروپا
اتحادیه اروپا طی تصمیم مورخ ۲۲ اسفند ۱۳۹۰، اسدالله جعفری را به دلیل نقشی که در نقض گسترده و شدید حقوق شهروندان ایرانی داشته‌اند، از ورود به کشورهای این اتحادیه محروم کرد. کلیه دارایی‌های این مقامات نیز در اروپا توقیف خواهد شد.

## موارد نقض حقوق بشر
بر اساس بیانیه اتحادیه اروپا، اسدالله جعفری به دلیل «بازداشت غیرقانونی بهاییان» استان مازندران و «بدرفتاری با زندانیان» مورد تحریم قرار گرفته‌است.